# Фінал Кубка європейських чемпіонів 1957
Фінал Кубка європейських чемпіонів 1957 — фінальний матч розіграшу Кубка європейських чемпіонів сезону 1956—1957 років, у якому зустрілися іспанський «Реал Мадрид» та італійська «Фіорентіна». Матч відбувся 30 травня 1957 року на стадіоні «Сантьяго Бернабеу» у Мадриді. Перемогу з рахунком 2:0 здобув «Реал Мадрид».

## Шлях до фіналу
| Реал Мадрид       | Реал Мадрид          | Реал Мадрид | Реал Мадрид | Раунд        | Фіорентіна    | Фіорентіна           | Фіорентіна | Фіорентіна |
| ----------------- | -------------------- | ----------- | ----------- | ------------ | ------------- | -------------------- | ---------- | ---------- |
| Суперник          | За сумою двох матчів | 1-й матч    | 2-й матч    |              | Суперник      | За сумою двох матчів | 1-й матч   | 2-й матч   |
| Рапід (Відень)    | 5–5 2–0              | 4–2 (Д)     | 1–3 (Г)     | Перший раунд | Норрчепінг    | 2–1                  | 1–1 (Д)    | 1–0 (Г)    |
| Ніцца             | 6–2                  | 3–0 (Д)     | 3–2 (Г)     | 1/4 фіналу   | Грассгоппер   | 5–3                  | 3–1 (Д)    | 2–2 (Г)    |
| Манчестер Юнайтед | 5–3                  | 3–1 (Д)     | 2–2 (Г)     | 1/2 фіналу   | Црвена Звезда | 1–0                  | 1–0 (Г)    | 0–0 (Д)    |

## Деталі матчу
| 30 травня 1957 |

| Реал Мадрид                     | 2:0 | Фіорентіна |
| ------------------------------- | --- | ---------- |
| Ді Стефано 70' (пен.) Хенто 76' |     |            |

| Сантьяго Бернабеу, Мадрид Глядачів: 124 000 Арбітр: Лео Горн |

| Реал Мадрид | Фіорентіна |

|                          |  |                     |  |
|                          |  |                     |  |
| В                        |  | Хуан Алонсо         |  |
| З                        |  | Рафаель Лесмес      |  |
| З                        |  | Маркітос            |  |
| З                        |  | Мануель Торрес      |  |
| ПЗ                       |  | Мігель Муньйос (к)  |  |
| ПЗ                       |  | Хосе Марія Саррага  |  |
| ПЗ                       |  | Раймон Копа         |  |
| ПЗ                       |  | Франсіско Хенто     |  |
| Н                        |  | Енріке Матеос       |  |
| Н                        |  | Альфредо Ді Стефано |  |
| Н                        |  | Ектор Ріаль         |  |
| Головний тренер:         |  |                     |  |
| Хосе Вільялонга Льоренте |  |                     |  |

|                    |  |                    |  |
| В                  |  | Джуліано Сарті     |  |
| З                  |  | Ардіко Маньїні     |  |
| З                  |  | Альберто Орцан     |  |
| З                  |  | Серджо Червато (к) |  |
| ПЗ                 |  | Альдо Скарамуччі   |  |
| ПЗ                 |  | Армандо Сегато     |  |
| ПЗ                 |  | Жуліньйо           |  |
| ПЗ                 |  | Клаудіо Біццаррі   |  |
| Н                  |  | Гвідо Граттон      |  |
| Н                  |  | Мігель Монтуорі    |  |
| Н                  |  | Джузеппе Вірджілі  |  |
| Головний тренер:   |  |                    |  |
| Фульвіо Бернардіні |  |                    |  |